# حمزه‌کلا شش‌پل
حمزه‌کلا شش پل، روستایی است از توابع بخش مرکزی شهرستان بابل در استان مازندران ایران.
روستایی در میان رودها محاصره شده و دارای پل های متعدد
نام این روستا نیز بر گرفته از همین پل هاست 
طبیعتی زیبا و به همراه  چشمه ای  زیبا در منطقه ی اِزپا
از محصولات روستا میتوان برنج و مرکبات را نام برد.

## جمعیت
براساس سرشماری مرکز آمار ایران در سال ۱۳۸۵، جمعیت آن ۱۲۸۵ نفر (۳۲۸خانوار) بوده‌است.

## آثار فرهنگی تاریخی
این روستا دارای حمام سنتی قدیمی است.
سقانفار حمزه کلاشش پل مربوط به دوره قاجار است و در شهرستان بابل، بخش مرکزی، دهستان اسبو کلا، روستای حمزه کلای شش پل واقع شده و این اثر در تاریخ ۹ بهمن ۱۳۸۶ با شمارهٔ ثبت ۲۰۶۷۶ به‌عنوان یکی از آثار ملی ایران به ثبت رسیده است.

## طبیعت روستا
روستایی است که  در میان رودها محاصره شده و دارای پل های متعددی می باشد 
نام این روستا نیز بر اساس همین پل ها نام گذاری شده.
این روستا در میان رود خرون و سید رود و رود کاری قرار دارد
در قسمت ازپا چشمه ای زیبا وجود دارد در کنار رود خرون 
روستای حمزه کلا شش پل دارای مناظر و طبیعت دل‌انگیزی ست همانند منطقهٔ اِزِپا و منطقهٔ چهارعِزار (چهار هزار).
آب و هوای روستا معتدل و مرطوب می‌باشد

## مردم شناسی
اکثر مردمان این روستا باغبان و کشاورز هستند
افراد زیادی هم  به دلیل زیبایی این روستا به آن اضافه شده اند

## سرمایه گذاری
تعداد زیادی از کسب و کار ها به نسبت گذشته در روستا شکل گرفته و ساخت و ساز های ویلایی در حاشیه این روستا صورت گرفته که باعث رونق کسب و کارها شده است .
در  این روستا به خاطر کمک به طبیعت سیستم جمع آوری زباله را با هزینه شخصی انجام میدهند.

روستا دارای
شبکه بهداشت 
پست بانک و قرض الحسنه 
2امامزاده ,قاسم ویحیی
'
زمین ورزش
مدرسه ابتدایی
تولیدی های مختلف ازلباس تا....
می باشد
علاوه بر این موارد گلخانه های زیبای زیادی در روستا راه اندازی شده که میتوانید آنها را در گوگل مپ بیابید
اکثر کوچه ها تعریض شده و گل کاری شده است.